# Elaphrus americanus
Elaphrus americanus är en skalbaggsart som beskrevs av Pierre François Marie Auguste Dejean. Elaphrus americanus ingår i släktet Elaphrus och familjen jordlöpare. Inga underarter finns listade i Catalogue of Life.